# Mölndal (plaats)
Mölndal is de hoofdplaats van de gemeente Mölndal in het landschap Västergötland en de provincie Västra Götalands län in Zweden. De plaats heeft 59115 inwoners (2007). De plaats is ook deel van de stad Göteborg.

## Geboren
- Oscar Florén (1984), golfer
- Samuel Gustafson en Simon Gustafson (1995), voetballer